# Stygobromus pecki
Stygobromus pecki là một loài giáp xác rất hiếm trong họ Crangonyctidae. Chúng là loài đặc hữu của Texas, Hoa Kỳ. Nó được liệt kê là cực kỳ nguy cấp tại Hoa Kỳ, và được liệt kê như nguy cấp trên Sách đỏ IUCN.